# Nižná Slaná
Nižná Slaná (maďarsky Alsósajó) je obec na Slovensku v okrese Rožňava. V obci žije přibližně 1 200 obyvatel.

## Kultura a zajímavosti

### Památky
- Evangelický kostel, jednolodní původně gotická stavba s pravoúhlým ukončením presbytáře a představěnou věží z první poloviny 14. století. [2] Renesanční věž byla doplněna v roce 1594. V pozdějším období došlo množstvím přestaveb ke ztrátě většiny původních středověkých detailů a k odstranění původního opevnění kostela. Z původních prvků se v kostele nachází křížová klenba nad presbytářem a gotický portál do sakristie. Pouze z interiéru věže je přístupné zazděné východní okno presbytáře s dochovanou gotickou kružbou a malovaným dekorem. [3] Fasády kostela jsou hladké, členěné půlkruhově ukončenými okny. Věž je ukončena trojúhelníkovými štíty s tympanony a jehlancovou helmicí.
- Etelka huta, významná industriální památka. Jde o vysokou pec, kterou vybudoval v roce 1867 hrabě Emanuel Andráši. Je pojmenována po jeho matce, Etelke Sapari. Huť fungovala do roku 1907. V současnosti se uvažuje o zřízení hornické expozice v areálu hutě. [4]
- Vesnická zvonice, zděná stavba s dřevěnou nástavbou na půdorysu čtverce. Ukončena je jehlancovou helmicí. V místním nářečí se nazývá Turnička a slouží římskokatolickým věřícím.

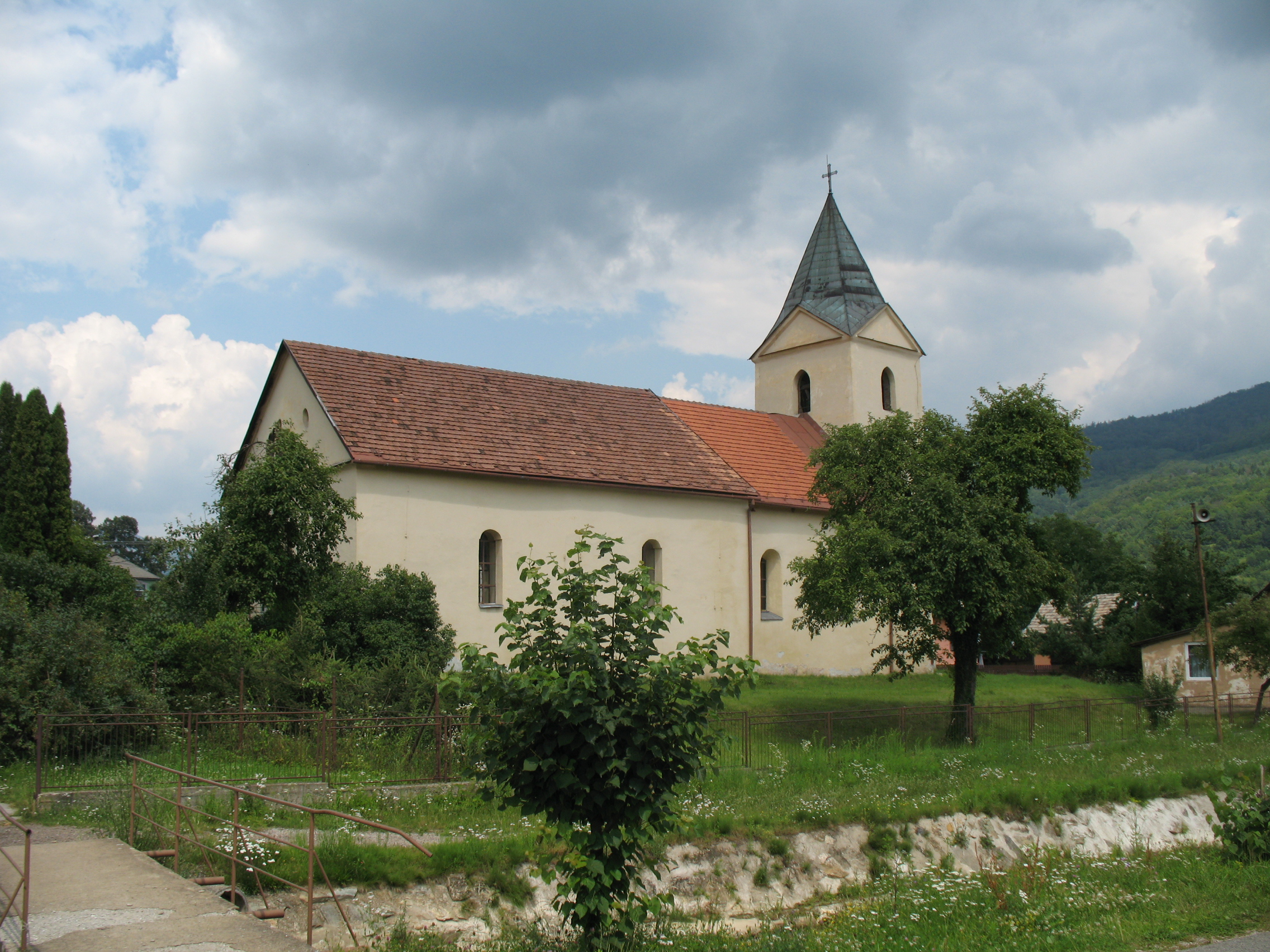
Evangelický kostel
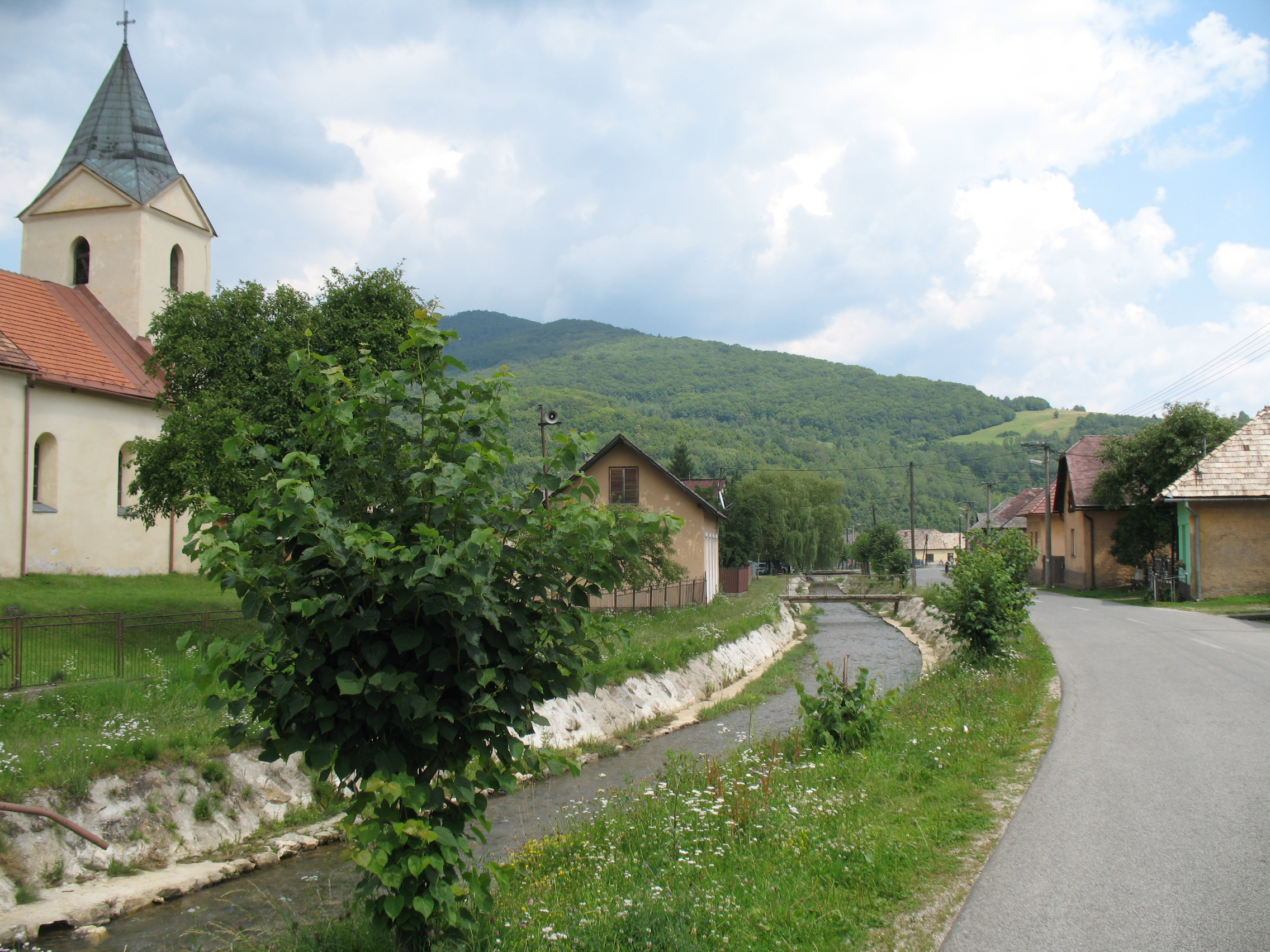
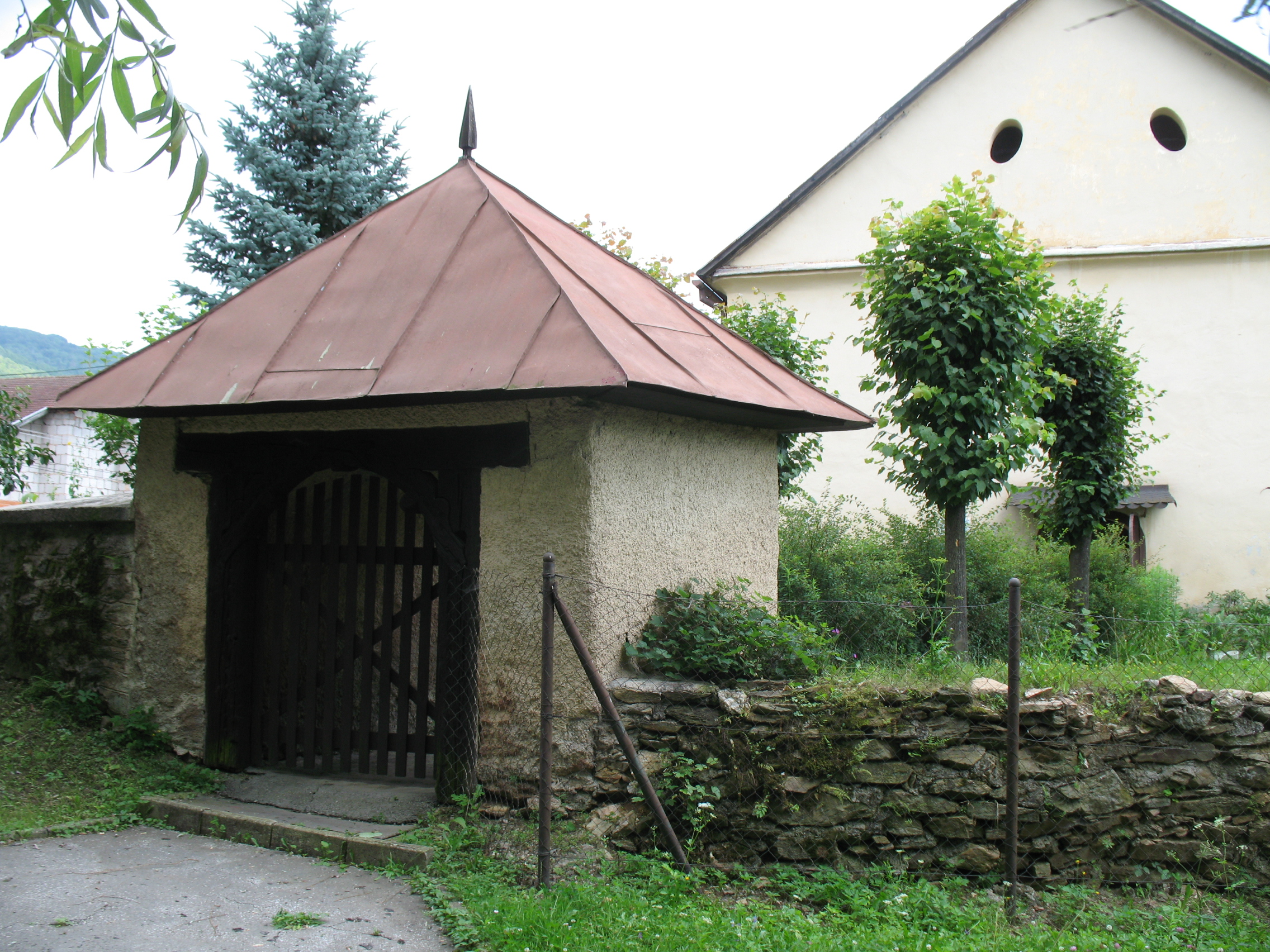
Vstup do kostela
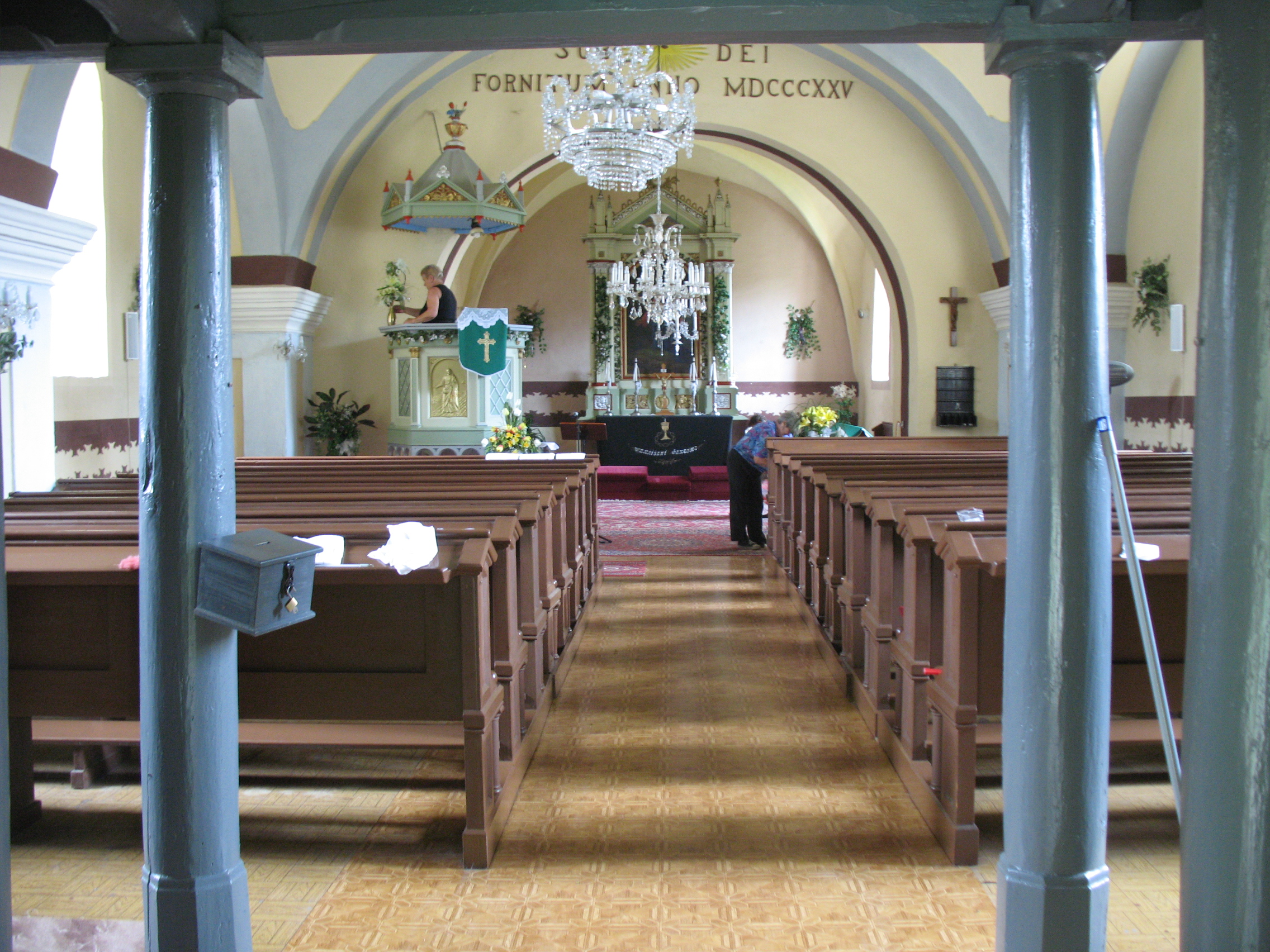
Interiér

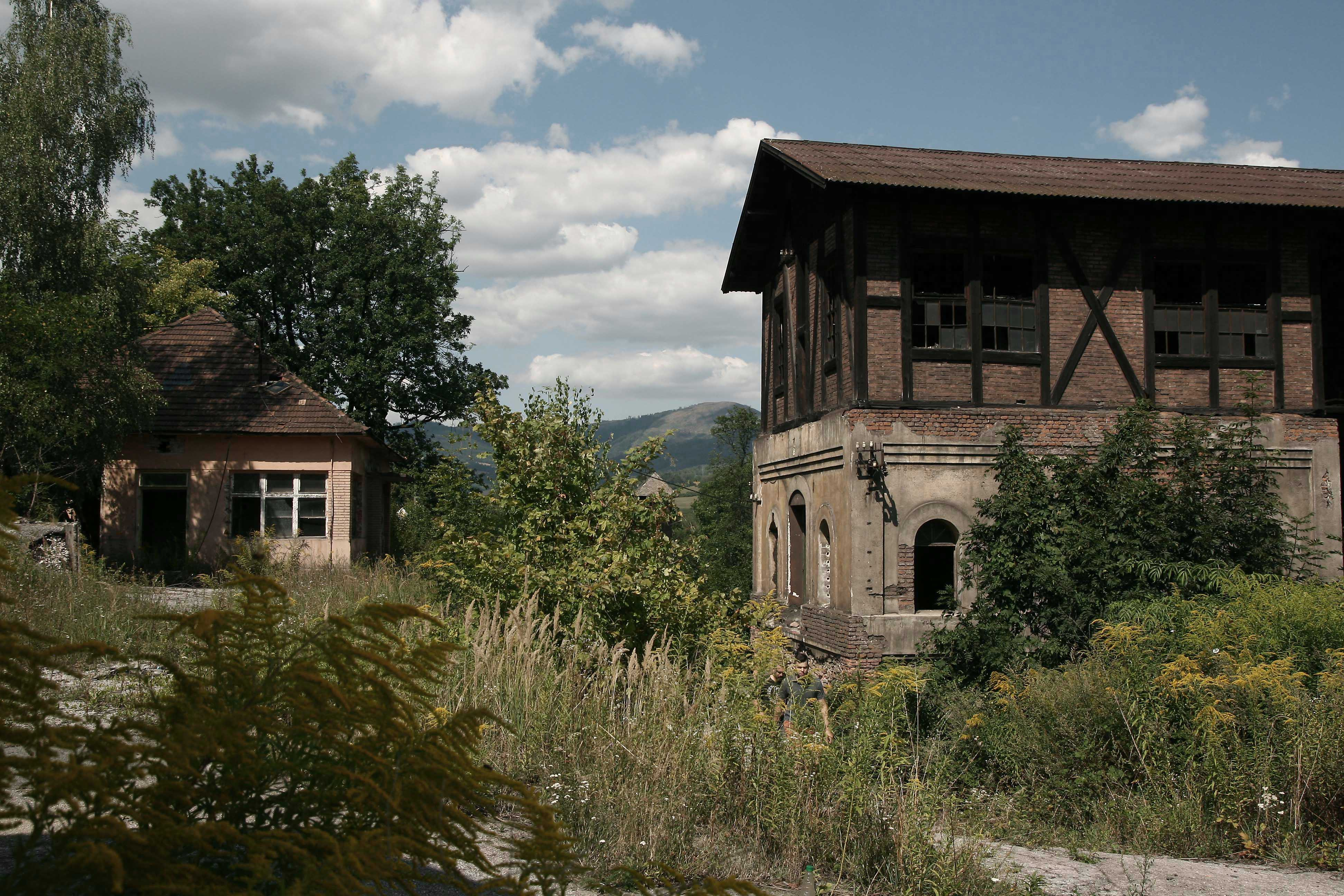
Etelka huta
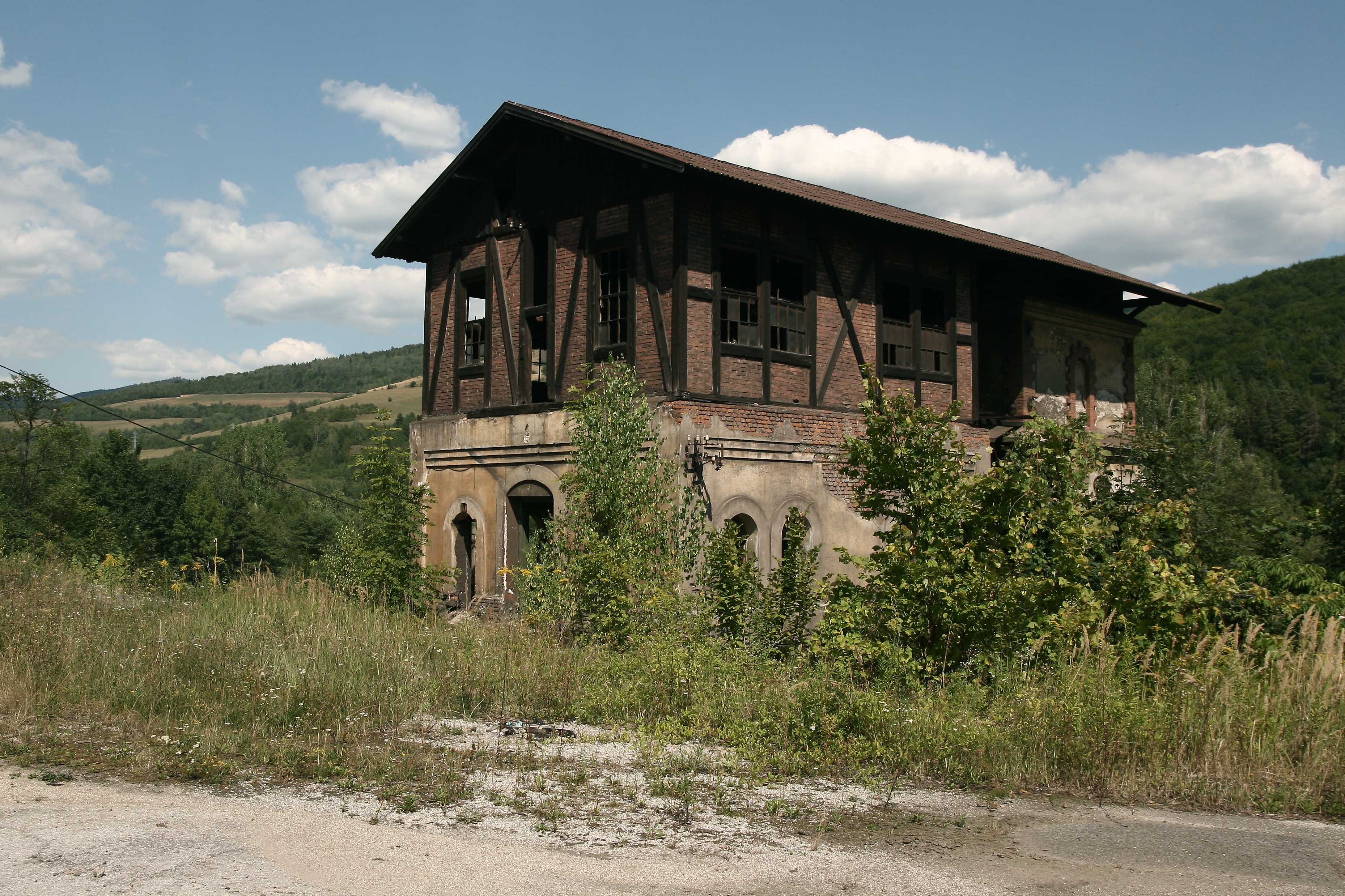
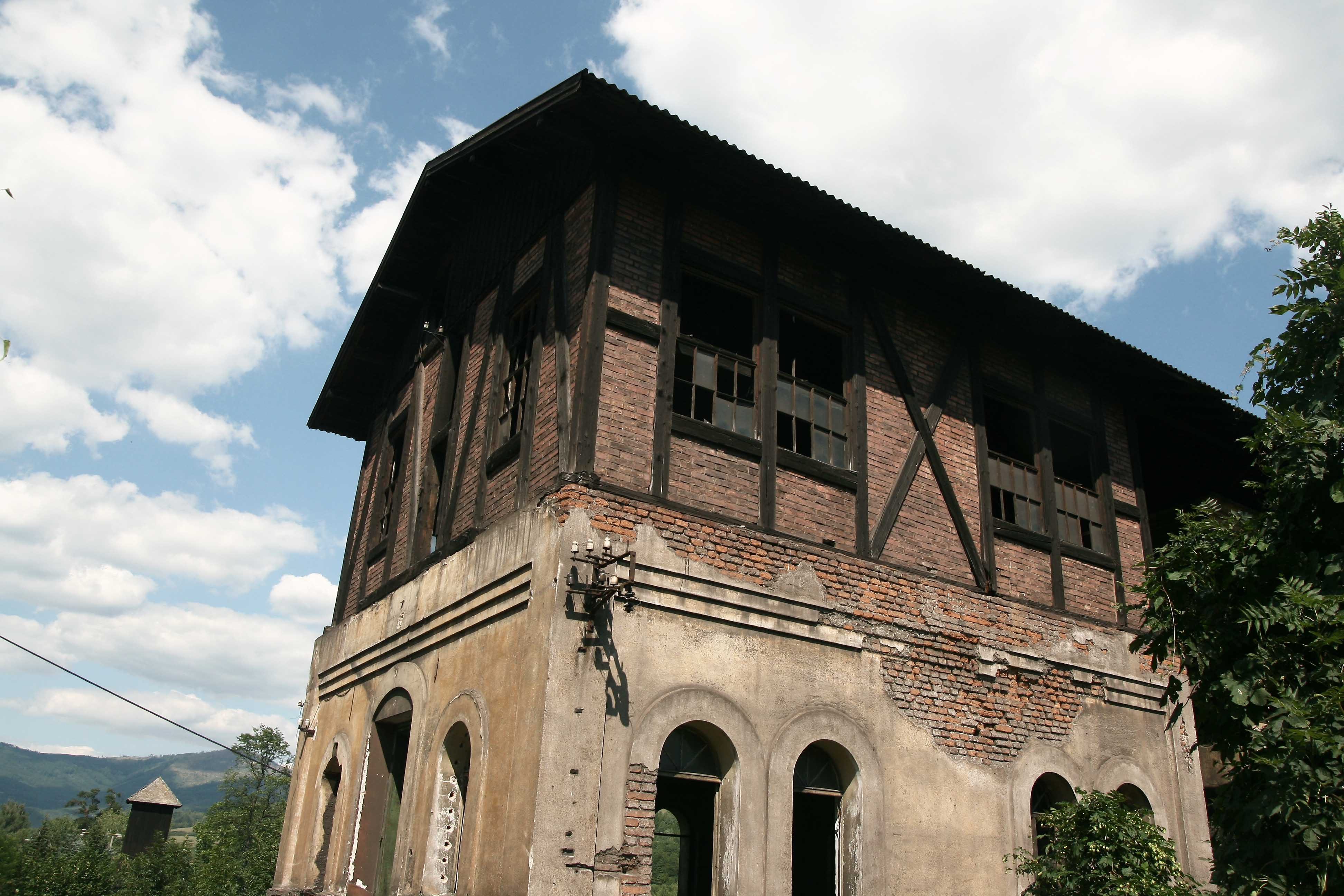
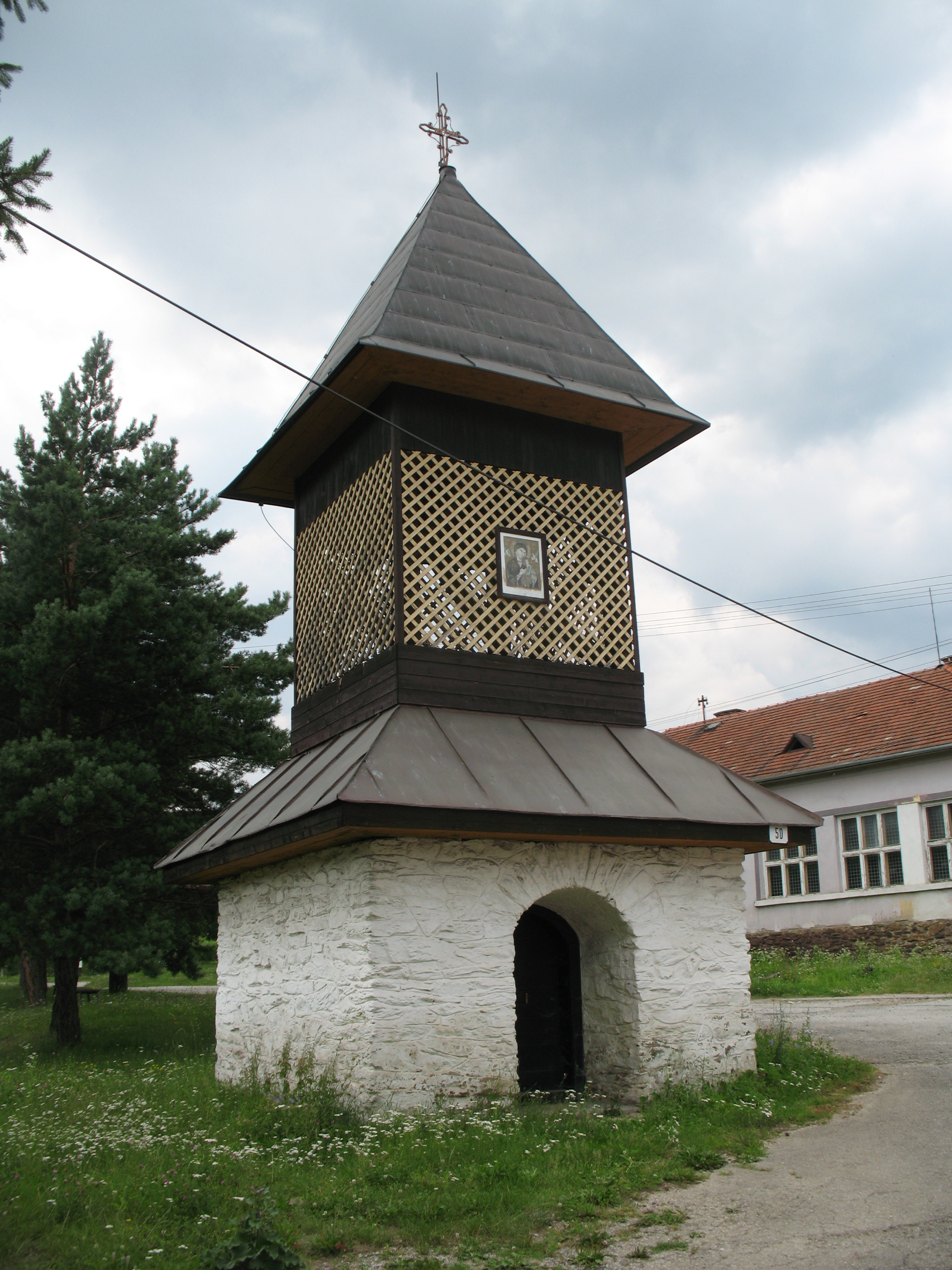
Zvonica Turnička

## Hospodářství
V minulosti v obci sídlil podnik Siderit, s. r. o. Nižná Slaná, který se zabýval těžbou sideritu - železné rudy. Koncem roku 2008 se zadlužený podnik dostal do konkurzu. 

## Osobnosti obce

### Rodáci
- Karol Jozef Schablik (10. března 1876, Nižná Slaná – 19. července 1909, Rožňava), otec Matej Schablik, matka Žofie Haagová, manželka Margita Póschová. Studoval na gymnáziu v Rožňavě, později na výtvarné škole Gustáva Keletiho v Budapešti. Po jejím skončení se stal učitelem kreslení na Rožňavské evangelickém gymnáziu. Maloval krajinky a sakrální obrazy (mimo jiné i oltářní obraz Viera, Naděje, Láska v ev. Kostele v Šiveticích).
- Marína Maliaková (rod. Ormisová) (4. 11. 1861, Nižná Slaná – 13. 1. 1946, Zvolen, pohřbena v Banské Bystrici), kulturně-osvětová pracovnice, spisovatelka. Dcera revúckého profesora Samuela Ormisa, manželka národovce Josefa Maliaka. Základní vzdělání získala v Revúcej ve Vychovávacím dívčím ústavu, který založil její otec. Učila se za švadlenu ve Vídni a v Praze. Po otcově smrti žila osm let u poručníka S. Daxnera v Tisovce. Vedla krejčovské kurzy v Brezně, Tisovce a nakonec jako majitelka krejčovské dílny žila v Revúci. Ochotnická herečka v Tisovce a Martině, sběratelka lidových krojů a výšivek. Členka Živeny, rozvíjela v Iloku ženské aktivity a osvětu. Literárně činná, svou tvorbu, která měla zpočátku sentimentální ráz, obohatila o vlastní zkušenosti, např. o poznání kraskovskej fary A. H. Škultétyho v próze Orgovánová besiedka. Časopisecky vyšly její cestopisná črty (Výlet do chorvatsko-dalmatského prostredia, Dennica 1904, 1905) povídky, v nichž vzpomíná na otcovo Revúcké gymnázium (Živena 1927). Autorka autobiografického díla Marína Ormisová vzpomíná, které vydal z rukopisu Ján V. Ormis (1979).

### Působili zde
- Samuel Ormis (1824–1875), V letech 1855–1863 působil v Nižné Slané jako ev. farář. Spisovatel, velký vlastenec a profesor.